# شهاب پیشانی‌دار
شهاب پیشانی دار (زادهٔ ۲۵ شهریور ۱۳۶۵ در اهواز) قهرمان اتومبیلرانی اهل کشور ایران است. وی از قهرمانان جوان در رشته اتومبیلرانی است که توانسته قهرمان چندین دوره مسابقات استان خوزستان و کشور ایران باشد. او قهرمان ردبول کار پارک دریفت در ایران و تنها نماینده شرکت‌کننده کشور ایران در مسابقات ردبول کار پارک دریفت بین‌المللی (۲۰۱۹ ترکیه،
۲۰۱۸ لبنان،۲۰۱۷ کویت، ۲۰۱۵ امارات و۲۰۱۱ لبنان و کسب مقام چهارم از بین ۱۶ کشور و شرکت‌کننده) و همچنین مسابقات فرمولا دریفت ۲۰۱۸ عمان

## زندگی‌نامه
ابتدا علاقه او به موتورسواری بوده و همچنین در رشته فوتبال به دروازبانی مشغول بود و با گذشت زمان وارد رشته اتومبیلرانی شده و در مسابقات اتومبیلرانی شرکت نمود. در سال ۱۳۸۹ لقب پدیده حرکت نمایشی ایران را به خود اختصاص داد.
شهاب پیشانی‌دار برای اولین بار در مسابقات سرعت کلاس ۶ سیلندر توربو شرکت کرده و توانست مقام اول را کسب نماید و همچنین وی یکی از ورزشکاران اتومبیلرانی در ایران است که توانسته به طور همزمان در سه رشته حرفه‌ای دریفت، رالی و سرعت مسابقه داده و در هر سه رشته مقام قهرمانی را کسب کند. او به طور پیوسته قهرمان سال مسابقات دریفت کشوری ایران در سالهای ۱۳۹۳-۱۳۹۴-۱۳۹۵-۱۳۹۶-۱۳۹۷ است و تنها نماینده اعزامی تیم ملی ایران به مسابقات جهانی دریفت ۲۰۱۷ توکیو در ژاپن می‌باشد. و در حال حاضر نیز، وی مسئول کمیته دریفت استان خوزستان می‌باشد.

## عنوان و مقام‌های کسب شده
| تاریخ | عنوان قهرمانی |
| ۱۳۸۳  | قهرمان ۳ دوره اسلالوم خوزستان                                                                                      |
| ۱۳۸۴  | قهرمان ۸ دوره اسلالوم خوزستان                                                                                      |
| ۱۳۸۴  | ورود به مسابقات کشوری رالی                                                                                         |
| ۱۳۸۵  | قهرمان رالی کشور در کلاس ۱۴۰۰ سی‌سی                                                                                 |
| ۱۳۸۶  | نائب قهرمان رالی کشور در کلاس ۲۰۰۰ سی‌سی                                                                            |
| ۱۳۸۸  | قهرمان ۳ دوره مسابقات قهرمانی کشور در کلاس ۲۰۰۰ سی‌سی                                                               |
| ۱۳۸۹  | مقام سوم در کلاس ۱۶۰۰ سی‌سی دو دوره پشت سر هم                                                                       |
| ۱۳۸۹  | پدیده مسابقات حرکت نمایشی ایران                                                                                    |
| ۱۳۹۰  | قهرمان دریفت ایران و اعزام به مسابقات منطقه خاورمیانه و کسب مقام چهارم از ۱۶ تا کشور                               |
| ۱۳۹۱  | مقام سوم رالی کشوری کلاس ۱۶۰۰ سی‌سی                                                                                 |
| ۱۳۹۳  | قهرمان رالی کشوری کلاس ۲۰۰۰ سی‌سی                                                                                   |
| ۱۳۹۳  | قهرمان سال دریفت ایران                                                                                             |
| ۱۳۹۴  | قهرمان مسابقه کار پارک دریفت ایران                                                                                 |
| ۱۳۹۴  | قهرمان سال دریفت ایران                                                                                             |
| ۱۳۹۴  | قهرمان سرعت در کلاس توربو                                                                                          |
| ۱۳۹۵  | قهرمان سال دریفت ایران                                                                                             |
| ۱۳۹۵  | قهرمان سرعت در کلاس توربو                                                                                          |
| ۱۳۹۶  | قهرمان سرعت در کلاس توربو                                                                                          |
| ۱۳۹۶  | تنها قهرمان منتخب و عضو تیم ملی دریفت ایران برای اولین بار در کشور و اعزام ایشان به مسابقات جهانی دریفت توکیو/ژاپن |
| ۱۳۹۶  | قهرمان سال دریفت ایران                                                                                             |
| ۱۳۹۷  | قهرمان سال دریفت ایران                                                                                             |